# Filip Bednarek
Filip Bednarek (Słupca, 26 settembre 1992) è un calciatore polacco, portiere del Lech Poznań.

## Biografia
È il fratello maggiore di Jan Bednarek, anch'egli calciatore.

## Caratteristiche tecniche
È un portiere dotato di buoni piedi che gli permettono di gestire il possesso fin dalle retrovie. Predilige una rimessa rapida del gioco.

## Carriera

### Club
Cresciuto nelle giovanili del Twente, debutta da professionista nel 2012, durante la gara di Europa League contro l'Helsingborg persa dagli olandesi per 1-3. Nel 2015 passa all'Utrecht, con il quale esordisce in Eredivisie. L'anno successivo cambia nuovamente squadra, passando al De Graafschap, con il quale gioca titolare in Eerste Divisie, la seconda divisione olandese. Viene riconfermato anche per la stagione successiva, indossando in alcune occasioni la fascia da capitano. Nel 2018 passa all'Heerenveen, senza tuttavia mai scendere in campo. Il suo esordio con la maglia biancoblu arriva nel 2020, giocando le ultime sei gare di Eredivisie prima dell'inizio della Pandemia da COVID-19. Durante la sosta forzata passa al Lech Poznań, sancendo così il suo ritorno in patria, al quale si aggrega ufficialmente il 1º luglio 2020.
L'esordio con la nuova maglia arriva il 15 agosto 2020, in occasione della gara di coppa contro l'Odra Opole. Il 21 agosto 2020 arriva il suo esordio in Ekstraklasa, nella trasferta di Lubin contro lo Zagłębie. A maggio 2022 si laurea campione di Polonia.

### Nazionale
Il 4 giugno 2014 debutta con la Nazionale U-21 della Polonia, disputando l'intera gara amichevole contro i pari età della Bosnia.

## Statistiche

### Presenze e reti nei club
Statistiche aggiornate al 23 maggio 2022.
| Stagione        | Squadra         | Campionato      | Campionato | Campionato | Coppe nazionali | Coppe nazionali | Coppe nazionali | Coppe continentali | Coppe continentali | Coppe continentali | Altre coppe | Altre coppe | Altre coppe | Totale | Totale |
| Stagione        | Squadra         | Comp            | Pres       | Reti       | Comp            | Pres            | Reti            | Comp               | Pres               | Reti               | Comp        | Pres        | Reti        | Pres   | Reti   |
| --------------- | --------------- | --------------- | ---------- | ---------- | --------------- | --------------- | --------------- | ------------------ | ------------------ | ------------------ | ----------- | ----------- | ----------- | ------ | ------ |
| 2011-2012       | Twente          | E               | 0          | 0          | KNVB            | 0               | 0               | UEL                | 0                  | 0                  | -           | -           | -           | 0      | 0      |
| 2012-2013       | Twente          | E               | 0          | 0          | -               | -               | -               | UEL                | 1                  | 0                  | -           | -           | -           | 1      | 0      |
| 2013-2014       | Jong Twente     | EE              | 15         | 0          | -               | -               | -               | -                  | -                  | -                  | -           | -           | -           | 15     | 0      |
| 2014-2015       | Jong Twente     | EE              | 16         | 0          | -               | -               | -               | -                  | -                  | -                  | -           | -           | -           | 16     | 0      |
| 2015-2016       | Utrecht         | E               | 5+4        | 0          | KNVB            | 2               | 0               | -                  | -                  | -                  | -           | -           | -           | 11     | 0      |
| 2016-2017       | De Graafschap   | EE              | 38         | 0          | KNVB            | 1               | -               | -                  | -                  | -                  | -           | -           | -           | 39     | 0      |
| 2017-2018       | De Graafschap   | EE              | 38+4       | 0          | KNVB            | 0               | -               | -                  | -                  | -                  | -           | -           | -           | 42     | 0      |
| 2018-2019       | Heerenveen      | E               | 0          | 0          | KNVB            | 0               | 0               | -                  | -                  | -                  | -           | -           | -           | 0      | 0      |
| 2019-2020       | Heerenveen      | E               | 6          | 0          | KNVB            | 1               | 0               | -                  | -                  | -                  | -           | -           | -           | 7      | 0      |
| 2020-2021       | Lech Poznań     | E               | 15         | 0          | PP              | 3               | 0               | UEL                | 10                 | 0                  | -           | -           | -           | 29     | 0      |
| 2021-2022       | Lech Poznań     | E               | 20         | 0          | PP              | 1               | 0               | -                  | -                  | -                  | -           | -           | -           | 21     | 0      |
| Totale carriera | Totale carriera | Totale carriera | 162        | 0          |                 | 8               | 0               |                    | 11                 | 0                  |             | -           | -           | 181    | 0      |

## Palmarès

### Club

#### Competizioni nazionali
- Campionato polacco: 2

Lech Poznań: 2021-2022, 2024-2025